# Esfarayen
Esfarāyen (in persiano إسفرايين‎; in lingua araba Isfarāyīn) è il capoluogo dello shahrestān di Esfarayen, circoscrizione Centrale, nella provincia del Khorasan settentrionale. Aveva, nel 2006, una popolazione di 51.321 abitanti.
A poca distanza si trovano le rovine dell'antica Belqeis, una cittadella storica risalente all'epoca safavide.
Della città era originario il grande teologo ashʿarita Abū Isḥāq al-Isfarāyīnī (m. 1027-8).